# Kaliappan Nanthakumar
Kaliappan Nanthakumar, né le 13 octobre 1975 à Ipoh en Malaisie, est un footballeur international malaisien. Il évolue au poste de milieu défensif.

## Biographie

### Carrière en équipe nationale
Il participe à la Coupe d'Asie 2007 avec la Malaisie.

## Palmarès

### En club
- Perak FA :
  - Champion de Malaisie en 2002 et 2003.
  - Vainqueur de la Coupe de Malaisie en 1998 et 2000.
  - Vainqueur de la Coupe de la Fédération de Malaisie en 2004.
  - Vainqueur de la Supercoupe de Malaisie en 2006.

- Selangor FA :
  - Champion de Malaisie en 2009.
  - Vainqueur de la Coupe de la Fédération de Malaisie en 2009.
  - Vainqueur de la Supercoupe de Malaisie en 2009.